# Hakea recurva
Hakea recurva (лат.) — кустарник или дерево, вид рода Хакея (Hakea) семейства Протейные (Proteaceae). Произрастает в районе округа округа Средне-Западный, на севере Уитбелта и районах округа Голдфилдс-Эсперанс в Западной Австралии. Цветёт с июня по октябрь.

## Ботаническое описание
Hakea recurva — высокий кустарник или небольшое дерево, которое обычно вырастает на высоту от 1 до 6 м. Веточки с несколькими стеблями уплощённые и с тонкими шелковистыми волосками в молодом возрасте, но быстро становятся гладкими. Ароматное соцветие может иметь 20-40 крупных кремово-жёлтых цветков в пучках в пазухах листьев. Цветёт с июня по октябрь. Жёсткие листья округлые в сечении, могут быть прямыми или загнутыми и заканчиваться острым кончиком. Плоды имеют гладкую поверхность, наклонную яйцевидную форму длиной 1,7–2,3 см, оканчивающуюся широким коротким клювом.

## Таксономия
Вид Hakea recurva был описан швейцарским ботаником Карлом Мейсснером в 1856 году и это описание было опубликовано в Prodromus Systematis Naturalis Regni Vegetabilis.

## Распространение и местообитание

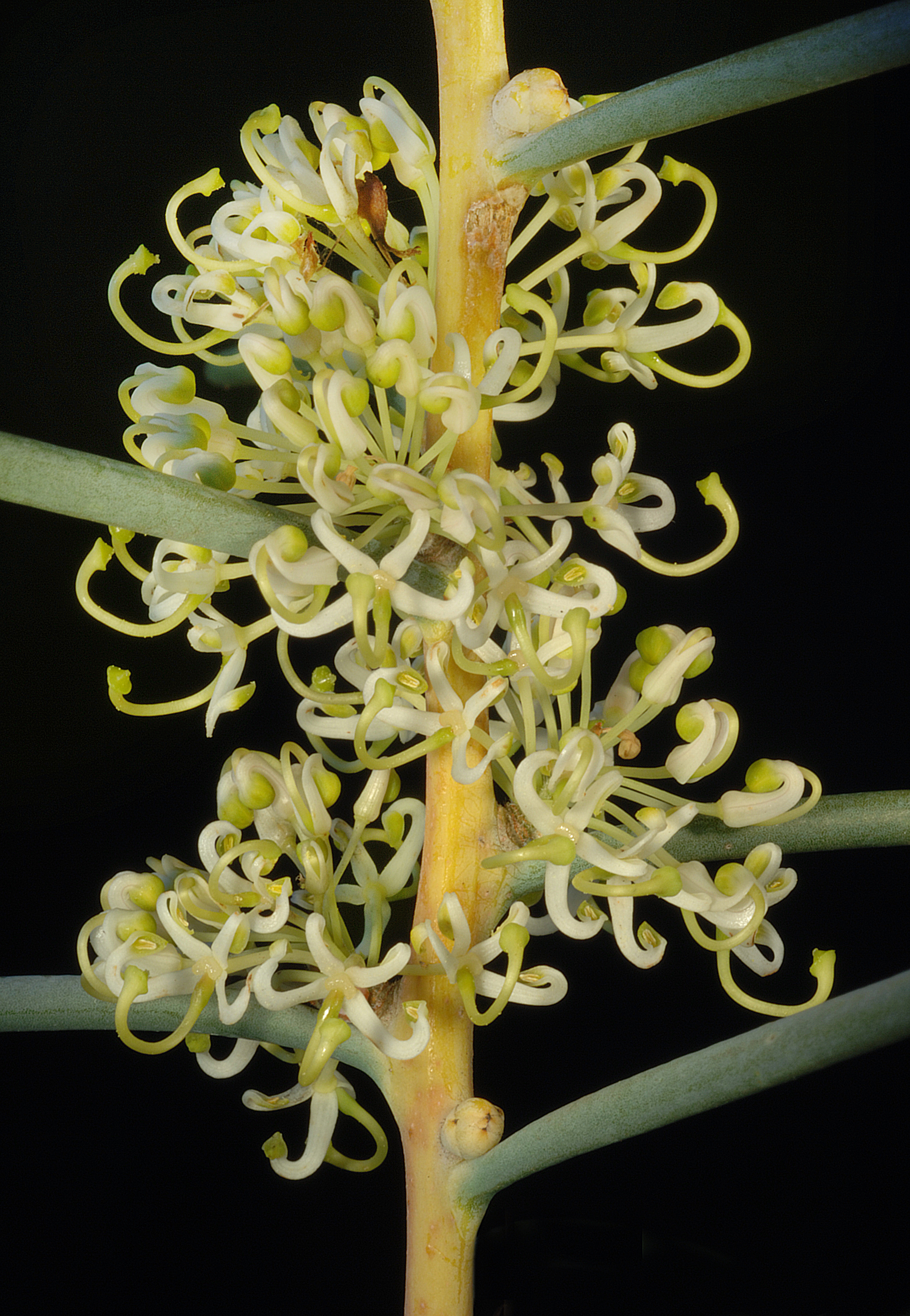
Цветы Hakea recurva recurva

H. recurva произрастает в открытом кустарнике или акациевых зарослях на гранитных суглинках, песке, песчано-глинистых, гравийных и латеритных почвах. Встречается в районе, ограниченном рекой Мерчисон, Лавертоном и заливом Израэлит.
Различают два подвида:
- Hakea recurva arida[6]. Листья обычно имеют длину 4 см и ширину 1,2–1,6 мм. Пересекающиеся цветочные прицветники длиной 2–3,5 мм, гладкие, красноватого цвета со светло-коричневым округлым краем. Цветоножки длиной 4,5–8 мм[7].
- Hakea recurva recurva[8]. Листья длиной 5–12 см и шириной 2–3,2 мм. Цветочные прицветники расположены внахлёст 4-7,5 мм в длину и бледные. Цветоножки длиной 8–13 мм[9].